# Ritratto del signore e della signora Manet
Ritratto del Signore e della Signora Manet (Portrait de M. et Mme Auguste Manet) è un dipinto realizzato nel 1860 dal pittore pre-impressionista francese Édouard Manet e conservato al Museo d'Orsay di Parigi. Rappresenta i genitori dell'artista ed è stata esposta la prima volta al Salon di Parigi del 1861 assieme a Il chitarrista spagnolo.
Questa tela è uno dei primi successi ottenuti da Manet nel corso della propria carriera. Ciò ebbe l'effetto di rassicurare i genitori del giovane artista, che ritenevano avesse fatto un grande errore rinunciando definitivamente a frequentare la Scuola navale o a studiare legge.